# Louis-Sébastien Grundler

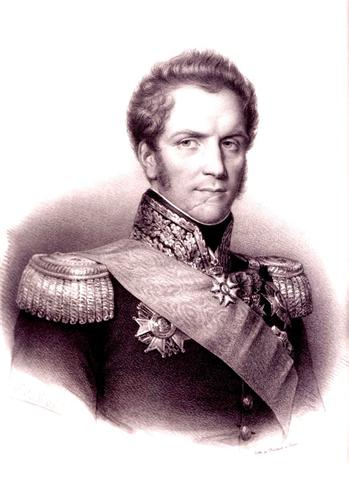
Louis-Sebastien Grundler in Uniform

Louis-Sébastien Grundler (* 20. Juli 1774 in Paris; † 27. September 1833 in Troyes) war ein französischer Ebenist und Général de division.

## Leben
Grundlers Familie hat ihren Ursprung in Bayern; seine Eltern waren Jean-François Grundler und Marie-Marguerite Hoquet. Sein Vater war ein angesehener Ebenist, in dessen Atelier in Saint-Antoine bei Paris Grundler ebenfalls diesen Beruf erlernte.
Am 7. September 1792 schloss sich Grundler der Armee an und machte dort rasch Karriere. Er nahm unter Befehl General François Ignace Ervoil d’Oyré an der Belagerung von Mainz teil und schlug unter General Jean-Baptiste Kléber den Aufstand der Vendée nieder. In der Schlacht bei Stockach (25. März  1799) wurde angeschossen und trug seitdem eine auffällige Narbe im Gesicht.
Grundler kämpfte bei Austerlitz (2. Dezember 1805) und bei Jena (14. Oktober 1806) und nahm im August 1807 an der Belagerung von Stralsund teil.
Nach dem Frieden von Tilsit (7./9. Juli 1807) kehrte Grundler wieder nach Frankreich zurück. Nach einigen militärisch-administrativen Aufgaben beförderte ihn Napoleon und mit einem neuen Kommando nahm Grundler am Russlandfeldzug unter den Marschällen Charles Nicolas Oudinot und Laurent de Gouvion Saint-Cyr teil. Er konnte sich u. a. an der Beresina (26./28. November 1812) durch Tapferkeit auszeichnen, wurde aber schwer verwundet.
Nach seiner Genesung kam Grundler zu Marschall Jacques MacDonald und kämpfte bei Großgörschen (2. Mai 1813) und Bautzen (20./21. Mai 1813).
Nach der Abdankung Napoleons am 12. April 1814, schloss sich Grundler sofort König Ludwig XVIII. an. Als Napoleon die Insel Elba verließ und dessen „Herrschaft der Hundert Tage“ begann, wurde er aber wieder zum Gefolgsmann des Kaisers. Nach der Schlacht bei Waterloo (18. Juni 1815) unterstützte Grundler nun wieder die Bourbonen.
1823 wurde ihm von König Karl X. der Ehrentitel eines Lieutenant-général verliehen.
Im Alter von 59 Jahren starb General Louis-Sebastien Grundler am 27. September 1833 in Paris und fand dort auch seine letzte Ruhestätte.

## Ehrungen
- 17. Januar 1805 Chevalier der Ehrenlegion
- Ordre royal et militaire de Saint-Louis
- Sein Name findet sich am nördlichen Pfeiler (5. Spalte) des Triumphbogens am Place Charles-de-Gaulle (Paris).